# روبرت زيمرمان
روبرت زيمرمان (بالإنجليزية: Robert Zimmermann)‏ (و. 1912 – 2006 م) هو راكب دراجة هوائية سويسري، ولد في زيورخ، توفي في زيورخ، عن عمر يناهز 94 عاماً.

## روابط خارجية
- روبرت زيمرمان على موقع أرشيف الدراجات (الإنجليزية)
- روبرت زيمرمان على موقع إحصائيات الدراجات الإحترافية (الإنجليزية)
- روبرت زيمرمان على موقع CycleBase (الإنجليزية)